# 대왕고래
대왕고래(학명: Balaenoptera musculus 발라에노프테라 무스쿨루스[*]) 또는 흰긴수염고래는 수염고래과에 속하는 고래이다. 현존하는 동물은 물론, 역사상 존재했던 동물 가운데 가장 거대하고 무거운 동물이다. 크릴을 주식으로 먹지만 가끔씩은 크릴외에 작은 물고기를 먹기도 한다.

## 개요
최근 서식지에 대형 선박들과 충돌의 위험을 가지고 있다.
대왕고래는 20세기 초까지만 해도 그 수가 많았으나, 극심한 고래잡이로 멸종 위기에 놓였다. 20세기에 포경된 대왕고래의 수는 약 35만 마리이며, 1966년 국제조약에 따라 포획이 금지되었다.1905년에서 1977년 사이에 상업적인 고래잡이들이 북태평양의 모든 푸른 고래를 가져갔다고 보고되었다. 1905년부터 1971년까지 북태평양에서 상업용 포경업자들이 잡은 동북태평양 고래의 총수는 3,441마리이다.  일부 연구자들은 일본 근해의 푸른 고래 개체군이 주로 구마노나다 해에서 상업적인 고래잡이에 의해 멸종되었다고 비공식적으로 제안했다.  흰긴수염고래와 다른 수염고래 종들 사이의 특정한 경쟁에 대한 직접적인 증거는 거의 없다. 한국에서는 동해와 서해에 나타나기도 했지만 1944년 이후로 보고가 없다.

## 개체수
개체수는 전 세계에 걸쳐 약 1만 마리로 추산되며(더 적게 예상하기도 한다), 적어도 다섯 무리가 있는 것으로 보인다. 북반구의 개체수가 남반구보다 많다.

## 천적
대왕고래에게 유일하게 알려진 자연 위협은 범고래이다. 대왕고래의 성체들은 이런 엄청난 지구력과 준수한 속도로 범고래 무리를 따돌린다. 이 전략은 단순하지만 성체의 경우 탈출 성공률이 매우 높은데, 그 이유는 범고래가 제대로 공격을 하려면 수염고래가 속력을 낮추거나 멈춰야만 하는데 이 녀석은 엄청난 크기 때문에 잠시 따라잡는다 해도 잡아둘 수도, 죽일 수도 없으며 그렇다고 계속 추격해도 도저히 지치지를 않는지라 포기할 수밖에 없다. 성체는 덩치가 매우 크기에 현재 바다에서는 적이 없으나, 새끼나 아성체의 경우 범고래가 천적으로 있다. 그마저도 엄청난 수의 범고래들이 모여서 수시간 동안 사투를 벌여야 상대가 가능한데, 성공하는 경우는 거의 없다시피 하다. 단, 매우 이례적으로 대형 수컷 범고래 30마리가 18m짜리 아성체 흰긴수염고래를 3시간 넘게 집요하게 사냥한 결과, 살집을 갈기갈기 뜯어 과다출혈로 인해 사망한 사례는 존재한다. 또한 무려 75마리의 범고래가 동원되어 15m 크기의 대왕고래를 사냥한 사례도 2021년에 목격되었다. 물론 성체라면 이야기가 달라진다. 성체의 경우 커다란 덩치에 따른 강력한 힘, 고래 특유의 두꺼운 지방층 덕분에 천적이 없다. 검목상어의 경우 잡아먹지는 않지만 배를 뜯어먹는 경우도 있다. 가장 무서운 천적은 사람으로 고래기름을 얻기위해 사냥(포경)한다. 일부국가에서는 먹기도 한다.

## 외형
평균적인 길이는 약 30m이며 무게는 약 90톤, 평균 유영속도는 시속 10~12노트이다. 발견된 개체 중 가장 큰 고래는 길이 29.9m, 무게 199t까지 나갔다. 대왕고래는 지구상에 존재했던 모든 동물들 중 가장 큰 종으로 여겨진다. 성숙한 암컷 청고래의 평균 길이는 22.1m이다. 흰긴수염고래의 나이는 귀마개를 사용하여 가장 안정적으로 측정된다. 길고 가느다란 얼룩덜룩한 회색빛 푸른 몸을 가지고 있지만, 물속에서는 푸른색으로 보인다. 30t이 넘는 지방층이 피부를 덮고 있고 혀만도 3t이 넘어가며 눈은 농구공보다 크다.
B

## 생식과 출생
암컷 대왕고래는 몸의 상태와 젖을 먹는 기간에 따라 2~3년마다 새끼를 낳는다. 임신 기간은 약 11개월이다. 새끼는 하루에 2.5cm씩 자라면서 10년 동안 어미 곁에서 성장한다. 대왕고래는 새끼와 유대관계를 신체적으로 친밀하게 하는 것으로 조사되었다. DNA 염기서열 분석에 따르면, 대왕고래는 대왕고래속의 다른 고래보다 혹등고래나 귀신고래에 유전적으로 가깝게 나타난다. 최근에는 그 수가 늘어나고 있는 추세다.성적 성숙도에서 나이를 결정하는 또 다른 방법은 수컷 대왕고래의 수염으로부터 테스토스테론을 측정하는 것이다.  흰긴수염고래는 태어날 때부터 젖을 뗄 때까지 모계종과의 유대 외에는 뚜렷한 사회구조를 보이지 않는다. 그들은 일반적으로 혼자이거나 작은 집단에서 발견된다. 짝짓기 행동, 번식 및 출산 지역에 대해서는 거의 알려져 있지 않다. 흰긴수염고래는 보통 암컷을 따라다니며 짧고 격렬한 전투 끝에 침입한 수컷을 물리치는 데 성공한다. 임신한 암컷은 매일 몸무게의 약 4%를 증가시킨다. 흰긴수염고래 우유는 대략 (g/100g) 45–48의 물, 39–41의 지방, 11–12의 단백질, 7.4의 탄수화물, 1.3의 당분이다. 따라서 젖소의 전체 우유보다 12배나 많은 지방을 함유하고 있다.

## 형태
대왕고래는 길고 가느다란 얼룩덜룩한 회색빛 푸른 몸을 가지고 있지만, 물속에서는 푸른색으로 보인다. 모틀링 패턴은 매우 가변적이며, 개인은 등지느러미 부위에 독특한 색소 패턴을 가지고 있으며, 이를 식별로 사용할 수 있다.[
흰긴수염고래의 추가적인 특징으로는 넓고 납작한 머리, 270–395개의 완전히 검은 수염 판, 그들의 윗턱의 양쪽에 있는 60–88개의 확장 가능한 목 주름, 길고 가느다란 오리발, 작은 (13인치 (33cm)까지 꼬리 쪽으로 멀리 떨어진 곳에 위치한 작은 (최대 33cm) 등지느러미, 두꺼운 꼬리 부분이 있다

## 먹이
흰긴수염고래는 "여과섭식자(filter feeder)"라 하여 물 속에 부유하는 미세한 생물을 걸러 먹는 동물에 해당된다. 대왕고래는 빠른 속도로 먹이를 향해 가속하는 벌크 필터 수유 전략인 런지 먹이를 통해 크릴새우를 포획하는데, 입을 80~90° 벌린다. 대왕고래는 빽빽한 크릴새우를 겨냥하면서 잠수하는 동안 에너지 섭취를 극대화한다. 이것은 그들이 지속을 위해 필요한 에너지를 얻을 수 있게 한다. 크릴을 주식으로 먹지만 가끔씩은 크릴외에 작은 물고기를 먹기도 한다.

## 수명
수명이 100년 이상으로 길다.

## 서식
북태평양에서는 7월부터 10월까지 캘리포니아 몬테레이 만에서 푸른 고래를 대량으로 볼 수 있다. 또한 7월과 8월에 캘리포니아주 샌디에이고 앞바다와 멕시코 바하 캘리포니아 수르 앞바다, 1월부터 3월까지 코르테즈 해역에서 볼 수 있다. 북대서양에서, 푸른 고래는 성 로렌스 만에서 6월에서 9월까지, 특히 사구에나이-성에서 볼 수 있다. 캐나다의 로렌스 해양 공원. 푸른 고래는 5월부터 8월까지 아이슬란드의 레이캬비크와 하사비크에서 가장 잘 발견된다. 아조레스 근처에서, 푸른 고래를 볼 수 있는 가장 좋은 기회는 2월에서 3월이다. 인도양에서, 푸른 고래는 3월과 4월에 스리랑카의 미리사 앞바다에서 볼 수 있다. 남반구에서는 12월부터 3월까지 과이테카스 군도, 칠로에 섬, 칠레 본토 사이 코르코바도 만과 칠로에 섬 서해안에서 푸른 고래를 볼 수 있다.

## 수영 실력
대왕고래로의 최대 잠수 깊이는 315미터라고 알려져 있다. 넓은 거주 반경에 걸맞게 헤엄치는 속도도 빠른 편이어서 고래 연구학자들의 관측에 따르면 열흘 동안 4,000km를 이동한 기록이 있다고 한다. 빠른 속도 탓에 화약을 이용한 노르웨이식 포경선과 기관을 사용하는 기선이 등장하기 전까지는 이 고래를 잡기가 힘들었다고 한다. 엄청난 크기에도 불구하고 상당한 속력을 낼 수 있는데, 최고 속력이 40km/h 이상에 이르며, 이보다도 더 경이로운 점은 이 정도 속도로 수십 분 정도는 계속 헤엄친다는 것이다. 또한 약 30km/h로 헤엄치면 1시간 이상 헤엄칠 수 있다. 범고래가 순간 속력은 50km/h 이상이나 이 속도로는 정말 아주 잠깐밖에 헤엄칠 수 없고 30km/h로 헤엄쳐도 고작 수 분에서 수십 분밖에 속도를 유지할 수 없다는 점을 감안하면 엄청난 지구력이다. 대왕고래는 최저 평균 속도가 2.55±1.68mph인 4노트 또는 7.41km/h(4.6mph)의 여유로운 이동 속도를 유지한다.

## 크기
심장에서 나오는 대동맥은 사람이 그 안에서 수영을 할 수 있을 정도. 소동맥에서는 소형의 애완견이 돌아다닐 수 있을 정도라고 한다. 위는 약 1t의 먹이를 저장할 수 있고 심장도 골프 카트 크기 정도라고. 다만 목구멍은 자몽 정도 크기의 물체까지만 삼킬 수 있을 정도로 작은 편. 평균적인 길이는 24m에서 33m정도이며 발견된 개체 중 가장 큰 고래는 길이 33.58m, 무게 190t까지 나갔다. 대왕고래는 지구상에 존재했던 모든 동물들 중 가장 큰 종으로 여겨진다.성숙한 암컷 청고래의 평균 길이는 22.1m이다. 30t이 넘는 지방층이 피부를 덮고 있고 혀만도 3t이 넘어가며 눈은 농구공보다 크다.

## 청력
청각 민감도에 대한 직접적인 측정은 없다. 고래의 청각 범위는 약 7Hz에서 22kHz로 확장될 것으로 추정했다.

## 이동
현대 고래 이동의 메커니즘이 논의되고 있다. 이동은 기생충, 병원체 및 경쟁을 줄이는 기능을 할 수 있고, 봄과 여름에 먹이에 대한 접근을 개선하고, 범고래의 포식을 줄이며, 겨울의 성장을 위해 체온 조절을 최적화한다. 혹등고래와 회색고래와 같은 많은 수염고래의 경우, 매년 높은 위도의 먹이 서식지와 낮은 위도의 번식 서식지 사이를 이동한다.

## 박물관 표본
흰긴수염고래 골격은 다음에서 찾을 수 있다.
프랑스 국립자연사박물관
자연과학박물관(벨기에 브뤼셀)
자연사박물관(잉글랜드)
이탈리아 피사대학교 자연사박물관
뉴 베드포드 포경 박물관 (매사추세츠주)
캘리포니아 산타크루즈 대학교 롱 마린 연구소의 시모어 해양 발견 센터
캘리포니아 과학 아카데미 (샌프란시스코)
노스캐롤라이나 자연과학박물관(Raleigh, NC)
캐나다 자연박물관(오타와)
뉴질랜드 테파파 통가레와 박물관 (뉴질랜드 웰링턴)
캔터베리 박물관 (뉴질랜드 크라이스트처치)
러시아 과학원 동물연구소(St. 러시아 페테르부르크)
이지코 남아프리카 박물관 (남아프리카 케이프타운)
캐나다 밴쿠버 브리티시컬럼비아 대학교 베티 생물다양성 박물관
호사비크 고래박물관 (아이슬란드 하사비크)
도카이대 해양과학관
멜버른 박물관 (호주)
남동 술라웨시 박물관 (인도네시아 켄다리)
로열 온타리오 박물관 (캐나다 토론토)
산타바바라 자연사 박물관 (캘리포니아)
퍼스 문화원 웨스턴 오스트레일리아 박물관
두개골은 또한 파리 고생물학 박물관 (프랑스)
- - 고래류가 모두 그렇듯, 대왕고래 역시 지능이 상당히 높다

포켓몬스터에서는 고래왕, 고래왕자, 원피스에서는 흰 수염 해적단의 선박, 신비한 바다의 나디아에서는 이리온 등이 이를 모티브로 하였다.

## 갤러리

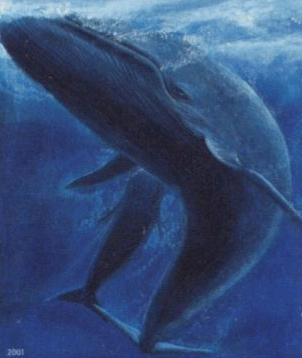
파로 제도 우표 도안
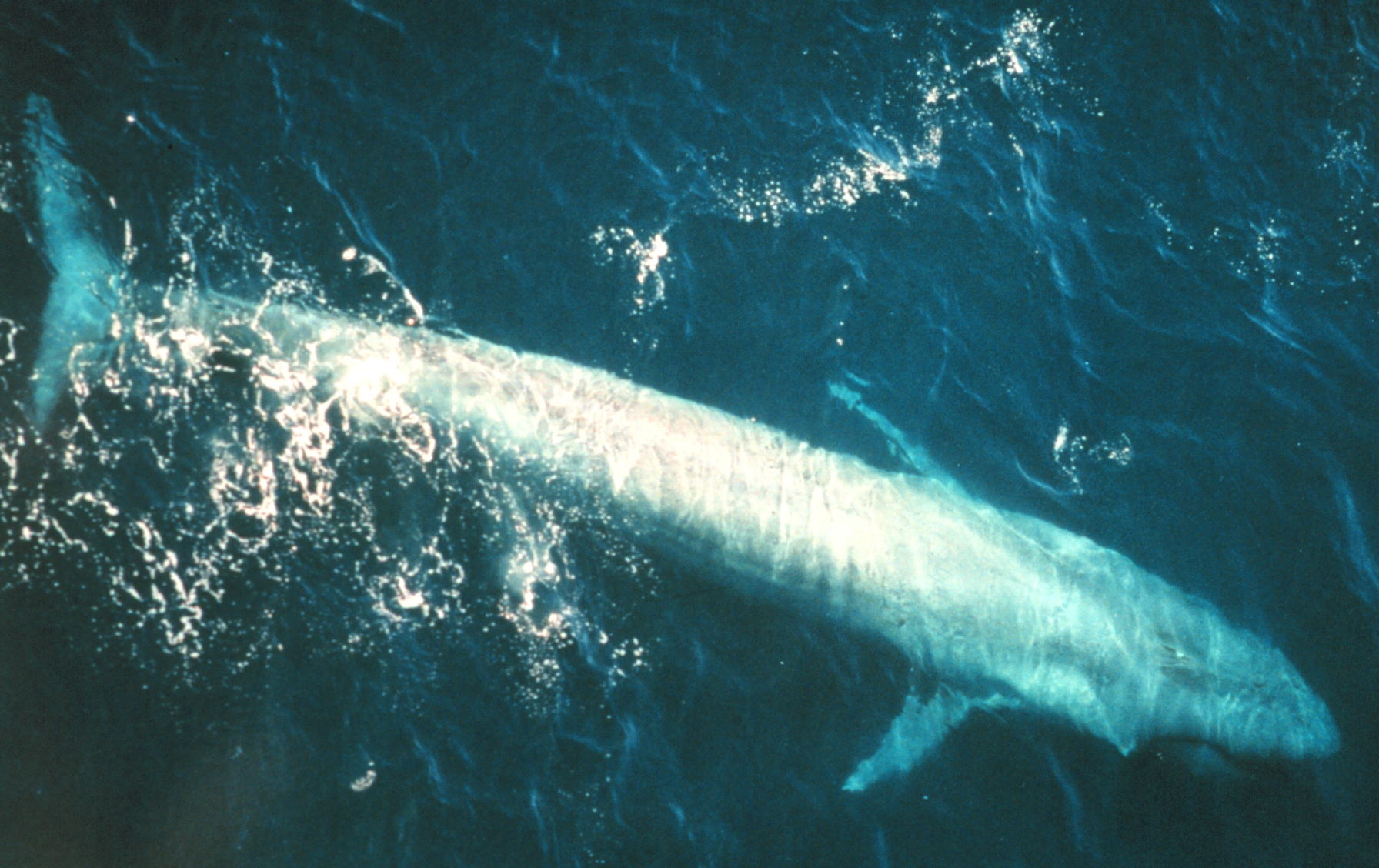
태평양에 있는 대왕고래
인간과 비교
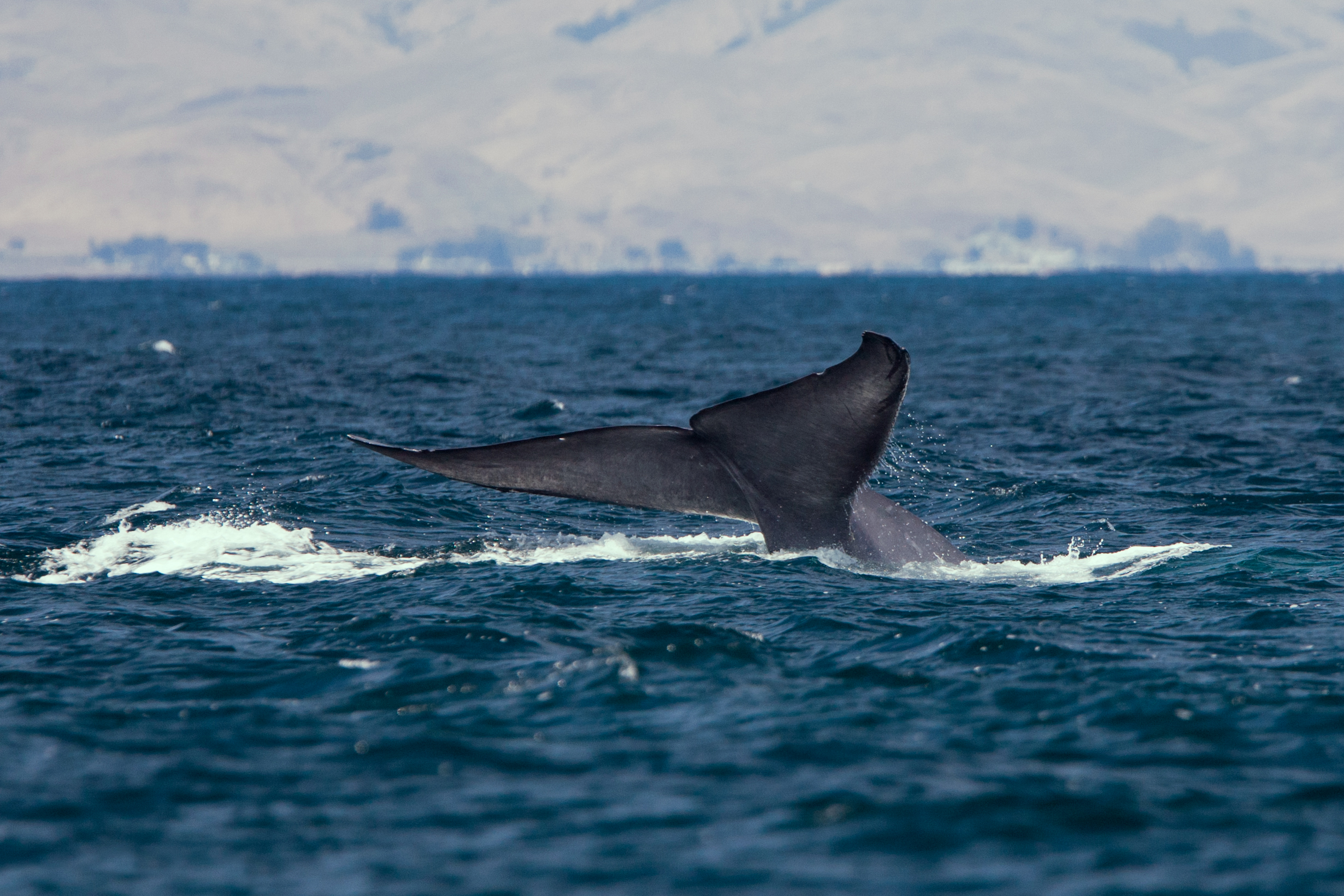
대왕고래의 꼬리지느러미
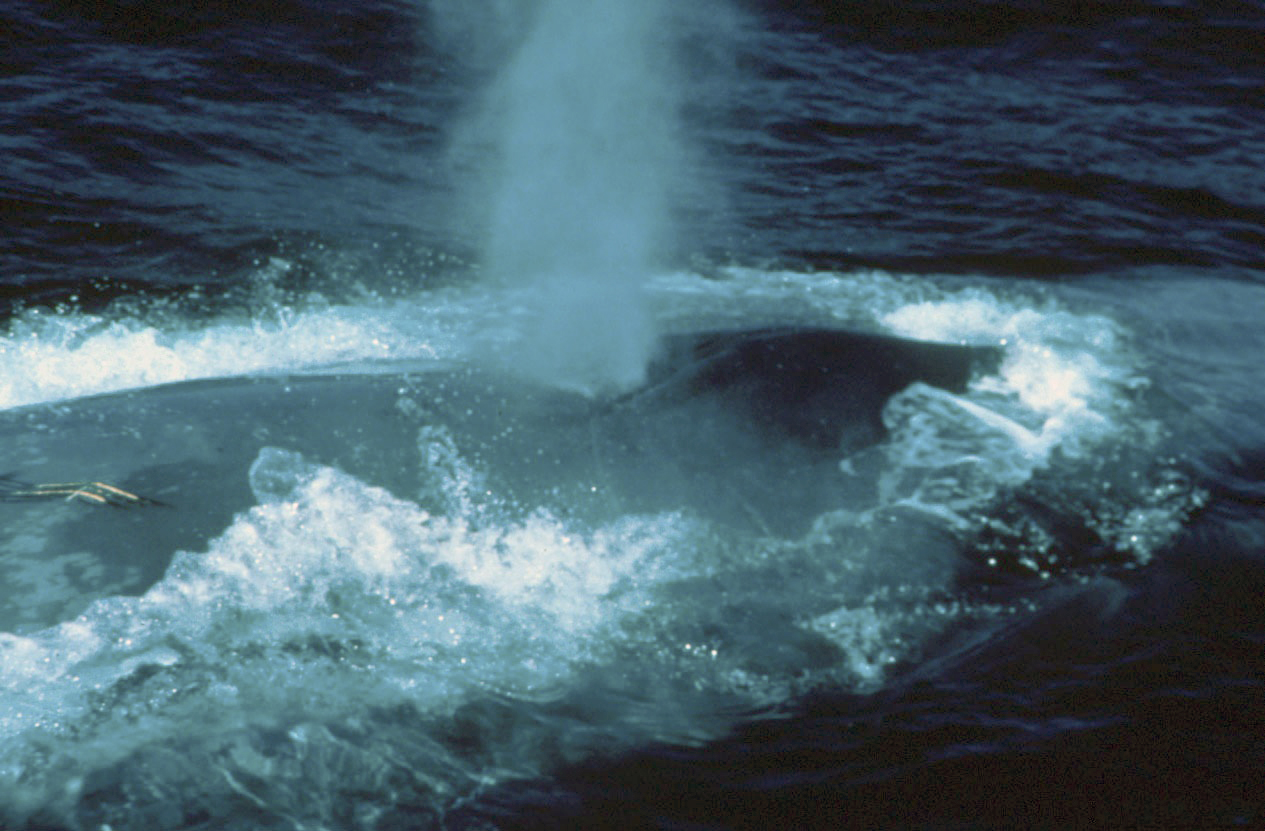
대왕고래의 물뿜기
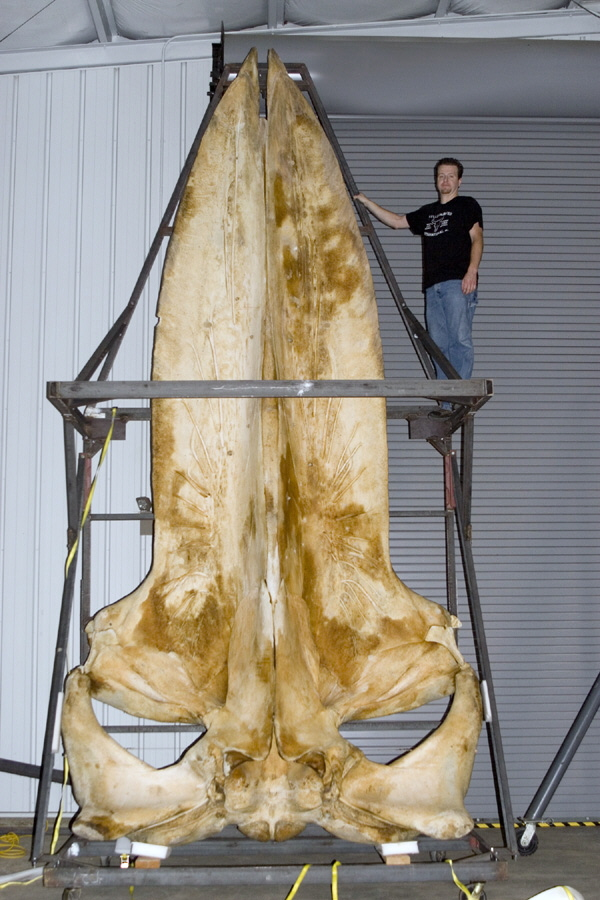
대왕고래의 두개골(5m)
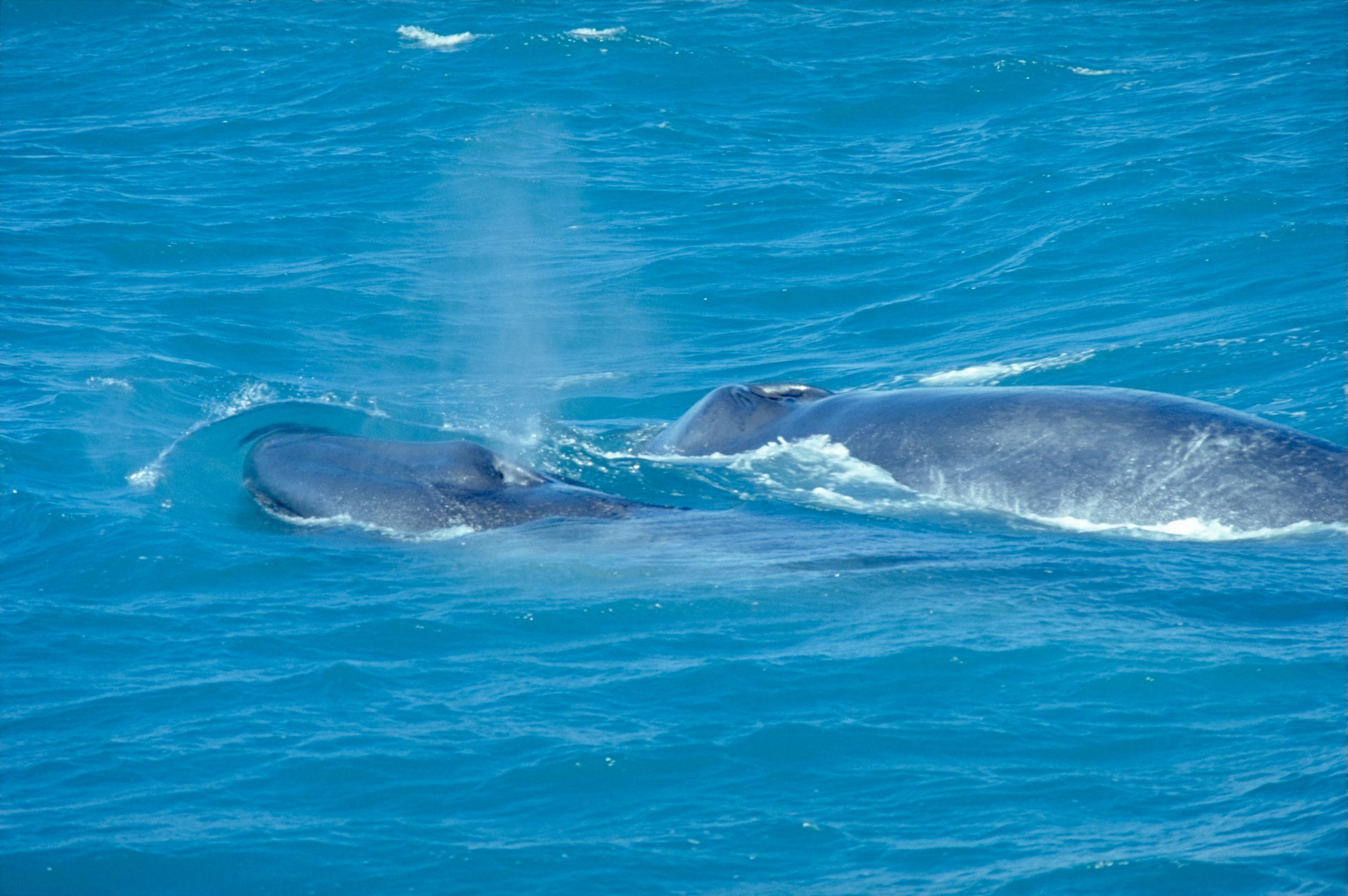
대왕고래의 새끼

## 같이 보기
- 피그미대왕고래
- 참고래